# 圣让萨韦尔讷
圣让萨韦尔讷（法語：Saint-Jean-Saverne，法語發音：[sɛ̃ ʒɑ̃ savɛʁn] ⓘ）是法国下莱茵省的一个市镇，属于萨韦尔讷区。 

## 地理
圣让萨韦尔讷（48°46'13"N, 7°21'40"E）面积6.39 平方千米，位于法国大東部大區下莱茵省，该省份为法国大陆部分最东部的省份，是阿尔萨斯的一部分，今与上莱茵省组成了阿尔萨斯欧洲集体，其南至上莱茵省，西南接孚日省和默尔特-摩泽尔省，西接摩泽尔省，北与德国接壤，东侧沿莱茵河与德国相望。
与圣让萨韦尔讷接壤的市镇（或旧市镇、城区）包括：埃卡茨维莱尔、达讷和卡特尔旺、埃尔诺尔桑莱萨韦尔恩、蒙斯维莱、讷维莱尔-莱萨韦尔讷、什泰因堡。
圣让萨韦尔讷的时区为UTC+01:00、UTC+02:00（夏令时）。

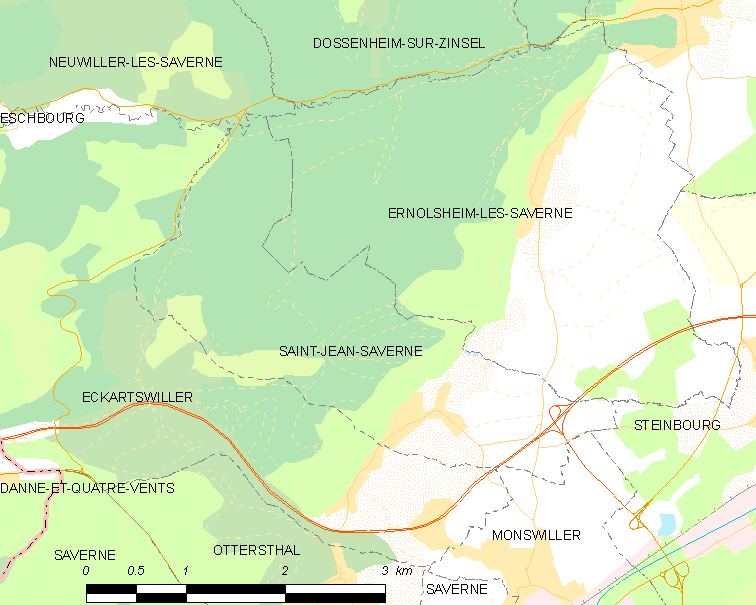
圣让萨韦尔讷的OSM定位图

## 行政
圣让萨韦尔讷的邮政编码为67700，INSEE市镇编码为67425。

## 政治
圣让萨韦尔讷所属的省级选区为萨韦尔讷县。

## 人口

1962-2008年间圣让萨韦尔讷人口变化图示

圣让萨韦尔讷于2022年1月1日时的人口数量为537人。